# Powiat pilzneński (Galicja)
Powiat pilzneński – dawny powiat kraju koronnego Królestwo Galicji i Lodomerii, istniejący w latach 1867–1918.
Siedzibą c.k. starostwa było Pilzno. Powierzchnia powiatu w 1879 roku wynosiła 8,5456 mil kw. (491,71 km²), a ludność 50 907 osób. Powiat liczył 78 osad, zorganizowanych w 67 gmin katastralnych.
Na terenie powiatu działały 2 sądy powiatowe – w Pilźnie i Brzostku.

## Starostowie powiatu
- Wilhelm Friedberg (1871)
- Rudolf Ciszka (1879–1881)
- Włodzimierz Adam Łoś (1881–1882)
- Michał Szaszkiewicz (1890)

## Komisarze rządowi
- Henryk Cossa (1871)
- Władysław Pizar (1882)